# پاکی سرئوس
پاکی سرئوس(نام علمی: Pachycereus pecten-aboriginum) نام یک گونه از تیره کاکتوس است.